# Oecidiobranchus nanseni
Oecidiobranchus nanseni is een pissebed uit de familie Desmosomatidae. De wetenschappelijke naam van de soort is voor het eerst geldig gepubliceerd in 1980 door Just.